# Pur-sang (film, 1931)
Pour les articles homonymes, voir Pur-sang (homonymie) et Sporting Blood.
Pour le film de Cory Finley sorti en 2017, voir Pur-sang (film).
Pour plus de détails, voir Fiche technique et Distribution.
Pur-sang (titre original : Sporting Blood) est un film américain réalisé par Charles Brabin, sorti en 1931.

## Synopsis
Ce film est l'histoire d'un cheval de course, Tommy Boy. L'action se situe, dans la première partie, chez un éleveur de chevaux. Lors d'une violente averse, la jument préférée de l'éleveur fait une mauvaise chute et doit être abattue. Heureusement, le poulain auquel elle a eu le temps de donner naissance est sain et sauf. Il est confié à une autre jument. Il grandit et devient un beau cheval, bientôt convoité par des acheteurs. Son propriétaire se résout à le vendre à contre-cœur. Devenu un cheval de course à succès, il est racheté par une femme capricieuse, qui se lasse bientôt de lui et le revend à un patron de casino peu scrupuleux, Tip. Cet homme confie le cheval à un de ses employés, Rid. Ce dernier est amoureux de sa maîtresse, Ruby, mais ils n'osent vivre leur liaison car Ruby est à la merci de Tip. Ce dernier fait courir le cheval, malgré sa fatigue et en le dopant. Rid refuse de continuer à maltraiter ainsi le cheval. Tip est abattu par la mafia après un pari malheureux car son cheval s'effondre lors d'une course, épuisé. Ruby réussit à garder le cheval et le ramène chez l'éleveur, pour qu'il se repose et se rétablisse. Ruby reste auprès de lui pour rompre elle aussi, avec sa vie d'avant. Enfin remis, Tommy Boy concourt à nouveau et gagne malgré les manigances de gens peu scrupuleux qui avaient corrompu le jockey. Rid et Ruby peuvent enfin prendre un nouveau départ ensemble.

## Fiche technique
- Titre original : Sporting Blood
- Réalisation : Charles Brabin
- Scénario : Charles Brabin, Willard Mack et Wanda Tuchock, d'après le récit de Frédérick Hazlitt Brennan (en)
- Production : Metro-Goldwyn-Mayer
- Photographie : Harold Rosson
- Montage : William S. Gray
- Format : noir et blanc
- Durée : 80 minutes

## Distribution
- Clark Gable : Rid Riddell
- Ernest Torrence : Jim Rellence
- Madge Evans : Ruby
- Marie Prevost : Angela
- Lew Cody : Tip Scanlon
- John Larkin : Oncle Ben
- Eugene Jackson : Samy
- Hallam Cooley : Ludeking
- J. Farrell MacDonald : Mac Guire
- Gertrude Howard : Tante Glory

## Autour du film
Ce film est l'unique collaboration entre Clark Gable et Charles Brabin. Clark Gable jouera dans un autre film, autour du thème des courses hippiques, Saratoga de Jack Conway, en 1937.